# Muzeum Lubuskie im. Jana Dekerta w Gorzowie Wielkopolskim
Muzeum Lubuskie im. Jana Dekerta w Gorzowie Wielkopolskim – gorzowskie muzeum istniejące od 8 września 1945 będące najstarszym muzeum w województwie lubuskim.

## Historia
Muzeum Lubuskie zostało otwarte 8 września 1945 i było pierwszą placówką muzealną otwartą po II wojnie światowej na Ziemiach Odzyskanych. Pomysłodawcą jego powstania był starosta Florian Kroenke. Przed wojną w Landsbergu istniało działające od 1884 muzeum, którego zbiory zostały zniszczone lub rozproszone. Innym powodem powstania muzeum było zbieranie i chronienie zabytków przed zniszczeniem i szabrownikami. Muzeum nosiło nazwę Muzeum Ziemi Lubuskiej w Gorzowie. W 1950 roku centrum ziemi lubuskiej staje się Zielona Góra i nazwę "Muzeum ziemi lubuskiej" przejmuje tamtejsze muzeum.
W 1975 po powstaniu województwa gorzowskiego muzeum uzyskało status Muzeum Okręgowego. Nowy dyrektor Zdzisław Linkowski utworzył działy: Archeologii, Sztuki Dawnej, Sztuki Współczesnej, Historii Regionu, Etnologii, Techniki i Żeglugi Warciańskiej, Oświatowy, Gabinet Numizmatyczny i Medalierski oraz Arboretum.
Podczas obchodów 55-lecia we wrześniu 2000 zmieniono nazwę na: Muzeum Lubuskie im. Jana Dekerta.

## Lokalizacja
Początkowo muzeum mieściło się w nieistniejącej obecnie 5-pokojowej willi przy ul. Warszawskiej 33. 18 listopada 1947 przeniosło się do Willi Schroedera i tu mieści się do dziś.

## Dyrektorzy
- Walentyna Pokornowa – od X. 1945 do 30 IX. 1947
- Zimowit Szuman – od 15 maja 1948 do 31 marca 1952
- Wacław Krzywicki – od 1 września 1952
- Henryk Przybylski – od 1 marca 1955 do 1968 roku
- Zofia Nowakowska – do lipca 1975
- Zdzisław Linkowski – od 1 października 1975
- Gabriela Balcerzak – od 1 listopada 2002
- Wojciech Popek – do 27 czerwca 2017[4]
- Ewa Pawlak – od września 2017 (jako pełniąca obowiązki), od kwietnia 2018 formalnie[5]

## Filie Muzeum Lubuskiego
W skład Muzeum wchodzą:
- Zespół Willowo-Ogrodowy z pocz. XX w. przy ul. Warszawskiej 35,
- Spichlerz z 2. poł. XVIII w. przy ul. Fabrycznej 1-3,
- Zagroda Młyńska w Bogdańcu, ul. Leśna 37,
- Muzeum Grodu Santok w Santoku, ul. Wodna 2a.

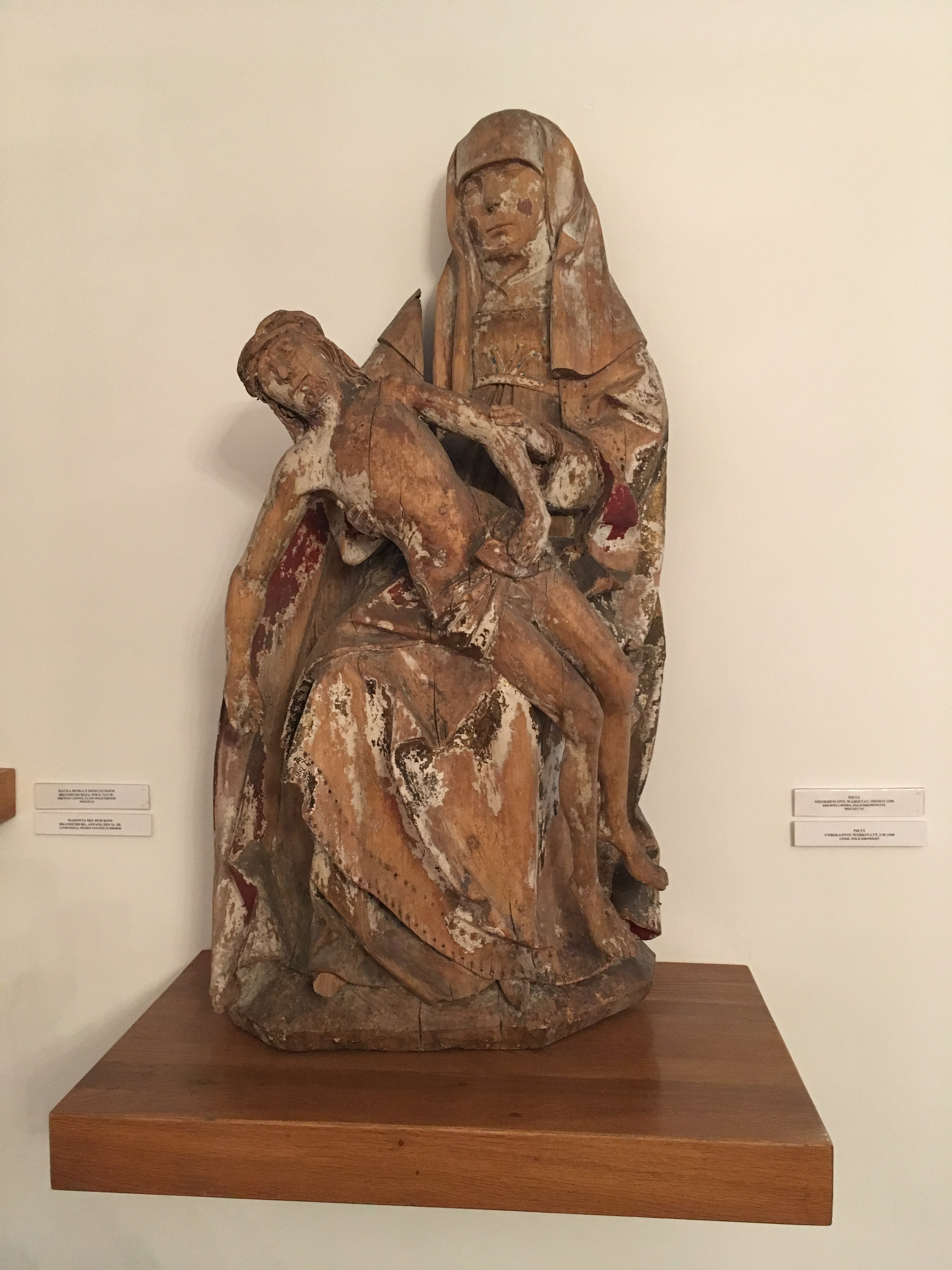
Pietà (warsztat nieznany, ok. 1500 r.)

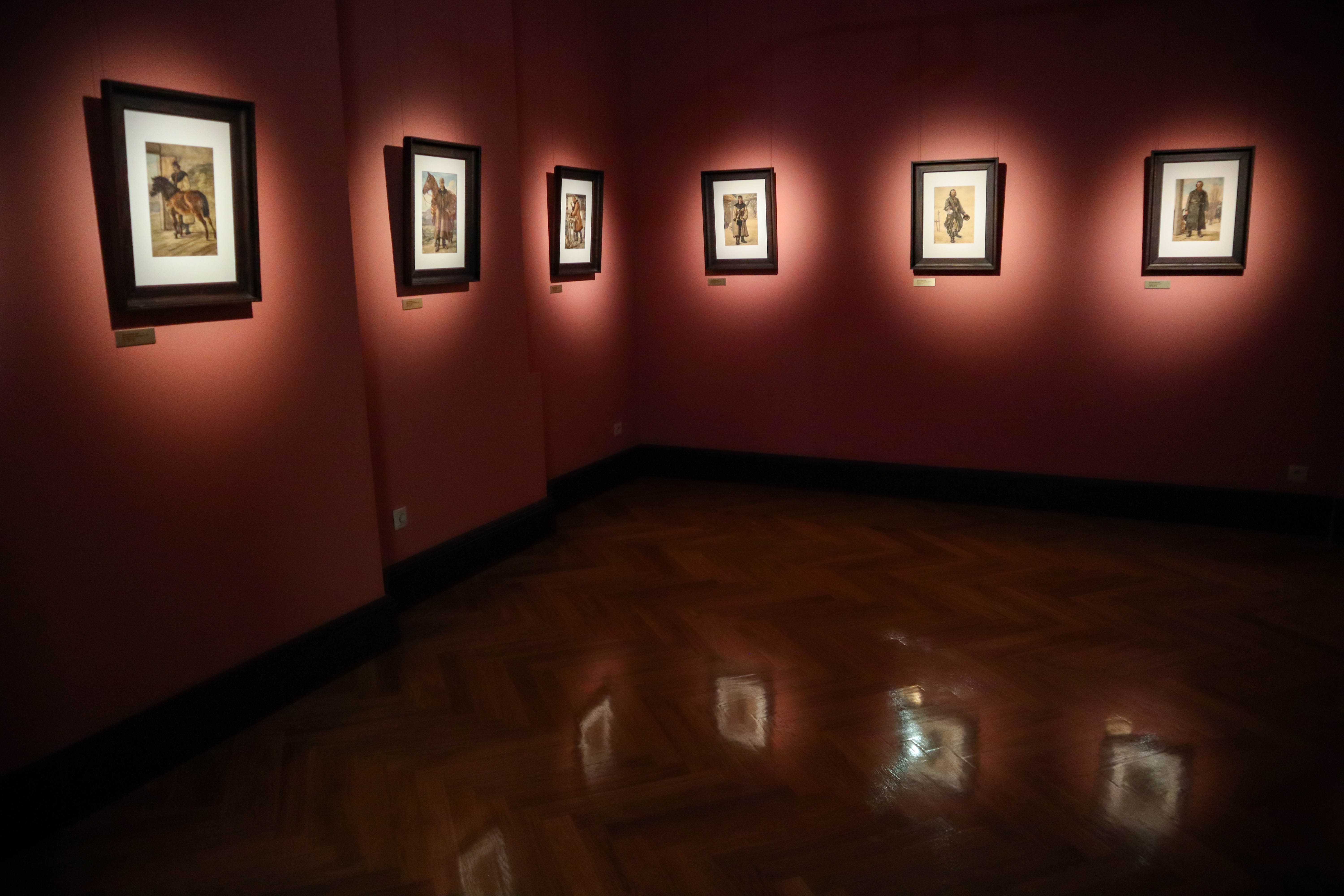
Sala Henryka Rodakowskiego

### Zespół Willowo-Ogrodowy
Willa pierwotnie była rezydencją fabrykanta Gustava Schroedera, przedstawiciela dawnej elity miejscowej, radcy handlowego, byłego właściciela fabryk. Powstała w latach 1903–1904 na wcześniej zakupionej parceli na Santockim Przedmieściu (przy Zechowerstrasse 16 obecnie Warszawskiej 35). Projekt powstał w 1902 w biurze projektowym Reimarus & Hetzel w Charlottenburgu. Dwukondygnacyjny budynek nakryty dachem mansardowym i piętrowa oficyna połączona z garażem i stajnią, wzniesione zostały w stylu eklektycznym, nazywanym też neobarokiem berlińskim. Twórcy tego zespołu rezydencjonalnego z parkiem (ok. 4ha) umiejętnie wykorzystali ukształtowanie terenu stanowiącego południowy stok moreny od ulicy do wzgórza określanego jako szaniec, którego ozdobą był pawilon widokowy. Obecnie zespół ten tworzy zwarty organizm będący jednym z ciekawszych i największych tego typu założeń w tej części kraju.
W willi prezentowane są następujące wystawy stałe: Konwisarstwo, Skarbczyk, Gabinet rycin, Dawna sztuka zdobnicza, Wnętrza w stylu biedermeier, Henryk Rodakowski „Album Pałahickie” - cykl jedenastu akwarel przedstawiających chłopów i Żydów z Pałahicz w Sali Henryka Rodakowskiego, Sala portretowa, Sień herbowa.

Rajmund Ziemski - Czerwony znak (1955)

### Spichlerz

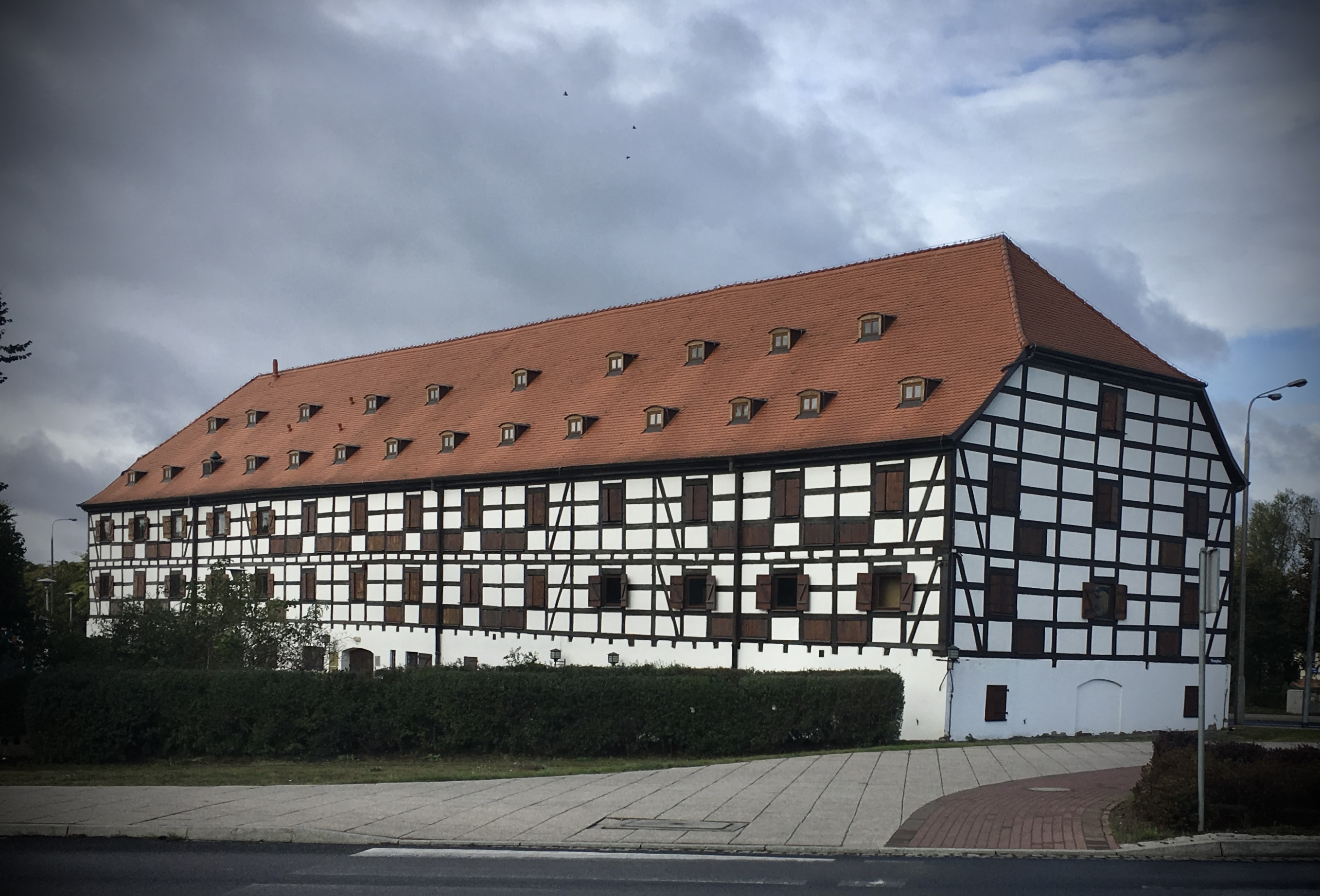
Muzeum „Spichlerz”

Mieści się na południowym nabrzeżu rzeki Warty na przyczółku Mostu Staromiejskiego. Jest najstarszym i największym budynkiem gorzowskiego muzeum - powstał w 1723. Datowanie budynku znajduje potwierdzenie w odpisach akt urzędów prowiantowych, zachowanych w Berlińskiej Bibliotece Państwowej. Zgodnie z zatwierdzonym przez Fryderyka Wilhelma raportem szefa Generalnego Komisariatu Wojennego, sygnowanym przez króla 2 września 1722, w Gorzowie rozpoczęto budowę nowego magazynu zbożowego na 2 tysiące wispli zboża (ok. 1200 ton).
22 października 1976 władze konserwatorskie wpisały Spichlerz do rejestru zabytków. Gruntowny remont miał miejsce w latach 1980 – 88, po czym 31 stycznia 1989 obiekt przekazano oficjalnie na cele Muzeum Lubuskiego. Ponowny remont Spichlerza miał miejsce w latach 2010–2011. Jest to najstarszy zachowany zabytek architektury w mieście, po katedrze i murach obronnych.
Związany był z żeglugą i handlem na szlakach wodnych Warty, Noteci i Odry. Spichlerz jest wysokiej klasy zabytkiem sztuki ciesielskiej. Jedynie parter posiada murowane ściany zewnętrzne, pozostałe kondygnacje zbudowane są z drewna. Konstrukcja budynku opiera się na masywnych drewnianych słupach spoczywających na murowanych arkadach zagłębionych w gruncie. Ściany zewnętrzne spichlerza zbudowano w technice ryglowej, co nadaje budynkowi specyficzny charakter. W Spichlerzu można obejrzeć wystawy stałe takie jak: „Dzieje Gorzowa. Od pradziejów do współczesności”, „W kręgu Arsenału 1955” ukazująca polskie malarstwo współczesne sprzeciwiające się obowiązującemu wówczas socrealizmowi, między innymi: Barbary Jonscher, Rajmunda Ziemskiego, „Galeria malarstwa Jana Korcza” oraz wystawy czasowe.

### Zagroda Młyńska

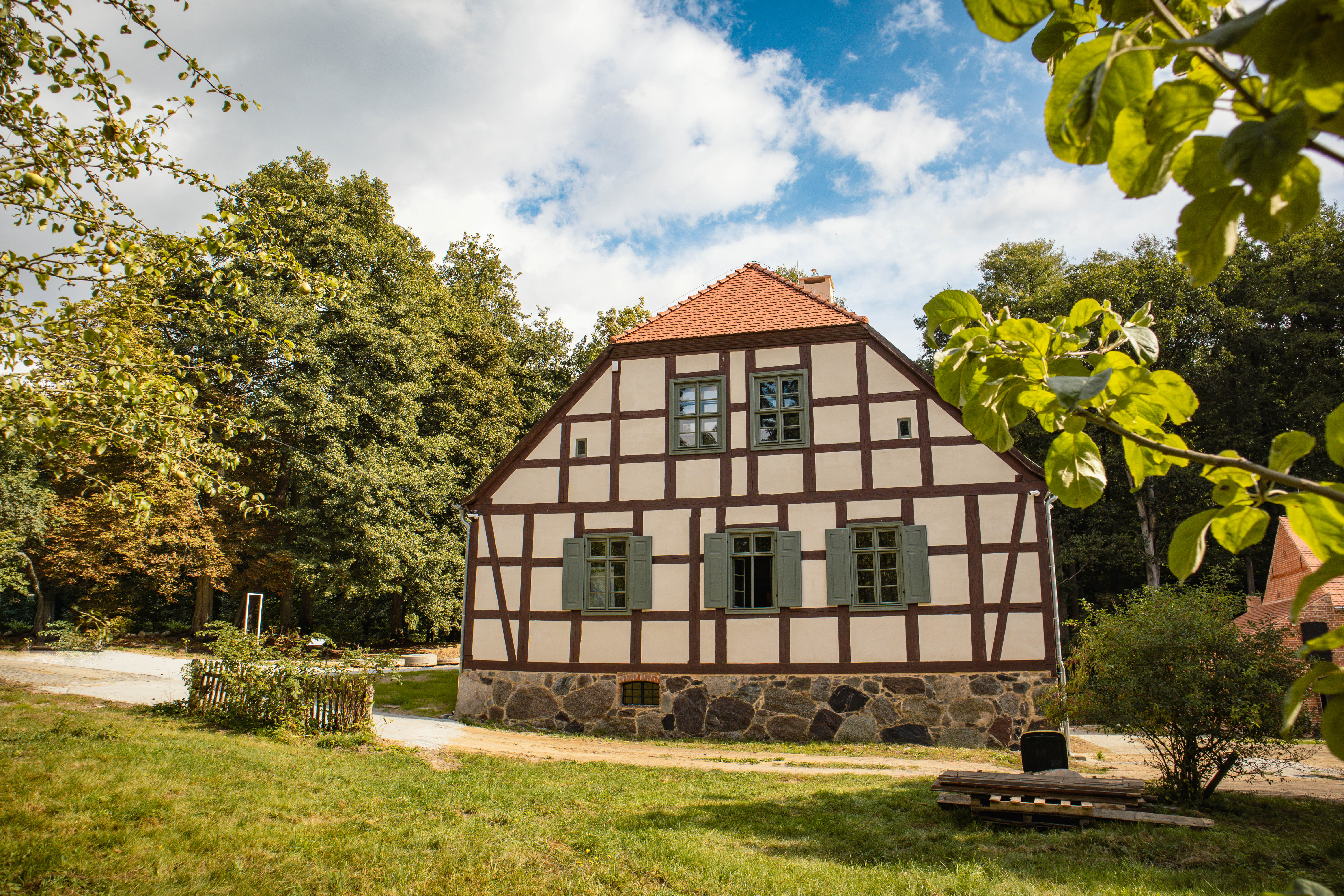
Zagroda Młyńska w Bogdańcu

W Bogdańcu nad potokiem Bogdanka, wzdłuż ulicy Leśnej, ulokowane są trzy zabytkowe młyny. W najstarszym, z 1826, mieści się Muzeum. Młyn został wzniesiony w konstrukcji ryglowej, zwanej też szkieletową, nakryty jest wysokim dachem naczółkowym. Początkowo napędzany był kołem wodnym przez płynącą obok Bogdankę, potem silnikiem spalinowym, a od 1936 posiadał napęd elektryczny. W najlepszym swoim okresie dwie pary walców mełły 4000 kilogramów zboża. Używany był do 1984, kiedy to ówczesny naczelnik gminy, przekazał młyn na rzecz Muzeum w Gorzowie. Można tutaj obejrzeć mieszkanie młynarza, narzędzia związane z przetwórstwem zboża i wypiekiem chleba, wystawy czasowe oraz oryginalne wyposażenie młyna. Bardzo dużym zainteresowaniem zwiedzających cieszy się kolekcja 146 maszynek i młynków z różnych krajów europejskich. Oprócz młyna można obejrzeć ekspozycje muzealne znajdujące się w budynkach gospodarczych i na dziedzińcu. Turyści zobaczą tutaj środki transportu wiejskiego, różnego rodzaju maszyny i sprzęty rolnicze, a także wyeksponowane wiejskie warsztaty: gręplarnię do czyszczenia owczej wełny i maglarnię oraz kuźnia. Przy Muzeum jest sad, w którym wyeksponowano zabytkowe kieraty, a także zorganizowano wystawę uli kłodowych.

### Muzeum Grodu Santok (Gród Santocki)

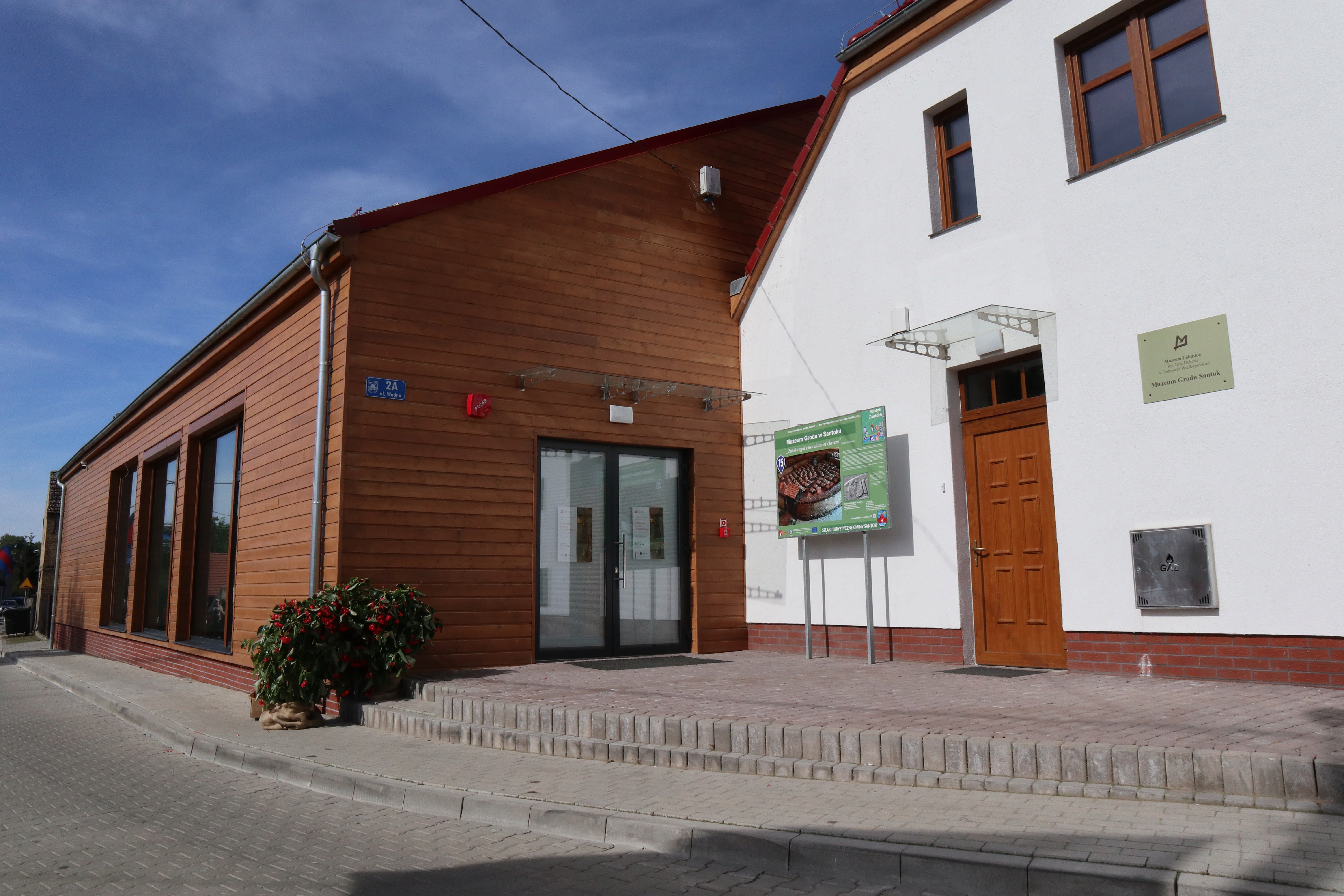
Muzeum Grodu Santok

Santok jest obecnie wsią gminną o charakterystycznym układzie tzw. ulicówki z przepięknymi widokami na zlewisko Warty i Noteci, swymi korzeniami sięga VIII wieku – czasów powstania najstarszego grodu. Zainteresowanie grodziskiem w Santoku spowodowało odsłonięcie jego fragmentów w wyniku prac ziemnych, w celu poszerzenie koryta Warty. Było to w latach osiemdziesiątych XIX wieku, ale pierwsze badania wykopaliskowe przeprowadzone zostały przez Berlińskie Państwowe Muzeum Prehistoryczne dopiero w latach 1932–1934. Po drugiej wojnie światowej dwukrotnie prowadzono na grodzisku prace archeologiczne: w latach 1958–1965 i w 1997–1999. Prowadzili je naukowcy z Instytutu Historii Kultury Materialnej PAN z Poznania (obecnie Instytut Archeologii i Etnologii PAN). W czerwcu 1978 otwarto w Santoku Muzeum Grodu, a wraz z nim wystawę archeologiczną, na której pokazano jego historię w oparciu o zabytki z badań wykopaliskowych z lat 1958–1965. W 2004 dokonano generalnego remontu budynku muzealnego, zaś w lutym 2005 otwarto wystawę „Dzieje Grodu w Santoku”. Wystawa ta, podobnie jak poprzednia, to ekspozycja archeologiczna oparta na znaleziskach pozyskanych z badań powojennych, ale poszerzona o dostępny zbiór zabytków poniemieckich.